# Béla Kiss
Béla Kiss (1877-1915) est un tueur en série hongrois. On lui attribue l'assassinat d'un homme (l'amant de son épouse) et de 23 femmes qui ont répondu à ses annonces matrimoniales publiées dans un journal de Budapest.

## Biographie
En février 1912, le couple Kiss s'installe dans une belle villa à la périphérie de Cinkota, où il arrive dans une voiture de luxe, une Torpedo rouge. Riche ferblantier de Budapest, âgé de 34 ans, Kiss engage des domestiques et est rapidement adopté par les habitants de Cinkota. Sa femme Maria, âgée de 25 ans, le trompe rapidement avec un artiste local, Paul Bihari. C'est à cette époque qu'étrangement, Béla Kiss achète deux fûts qu'il dit remplis d'essence pour servir de réserve car il est persuadé que la guerre et son lot de pénurie approchent. Paul et Maria disparaissent mais selon Béla Kiss, elle lui a laissé un mot expliquant qu'elle est partie avec son amant. Après une période de chagrin, il reprend le dessus et revient régulièrement de Budapest avec de nouvelles conquêtes, essentiellement des veuves et des divorcées qui ont retiré leurs économies pour aller vivre avec ce jeune veuf.
En raison de la Première Guerre mondiale, Béla Kiss est mobilisé dans l'armée austro-hongroise en 1915. Il est déclaré mort au front en mai 1916. En réalité, malade de la fièvre typhoïde, il est alité dans un hôpital serbe et intervertit sa plaque de soldat avec celle d'un soldat mort dans son lit d'hôpital.
Ses victimes sont découvertes en juin 1916, lorsqu'un convoi de soldats austro-Hongrois traverse le village de Cinkota à la recherche de carburant. Adolph Trauber, garde-champêtre et ami de Kiss, se rappelle qu'il stockait des fûts d’essence de 200 litres. Les soldats réquisitionnent les barils et font la découverte macabre : 24 corps garrottés avec une cordelette et qui portent comme des sortes de morsure à la gorge[réf. nécessaire] reposent dans ces fûts remplis d'alcool. La police trouve dans le bureau de Kiss des annonces matrimoniales au nom d'Hofman.
Différents témoins affirment avoir reconnu Kiss à Budapest en 1919. En 1924, un déserteur de la Légion étrangère raconte à la police qu'un de ses compagnons, qui se fait appeler Hofmann, et dont le signalement correspondait à celui de Kiss, se plaît à raconter la meilleure façon d'éliminer les femmes en les étranglant, mais il disparaît dans la nature avant d'être interrogé. En 1932, l'agent Henry Oswald, appartenant à la section des homicides de la police de New York, affirme l'avoir vu sortant du métro.

## Postérité
Les morsures sur ses victimes et la proximité du nom du ferblantier avec celui de Béla Lugosi font que ce Béla Kiss est depuis lors prisé des amateurs de vampirisme.
Kiss a inspiré le film d'horreur allemand Bela Kiss: Prologue (de) du réalisateur Lucien Förstner (de), sorti en 2013.